# H. R. Giger
H. R. Giger, nome completo Hans Ruedi Giger, all'anagrafe Hans Rudolf Giger (Coira, 5 febbraio 1940 – Zurigo, 12 maggio 2014), è stato un pittore, designer e scultore svizzero; d'ispirazione surrealista e simbolica, artista nel campo degli effetti speciali cinematografici.
Dopo molti anni di lavoro nel campo del design e dell'illustrazione grafica, per l'originalità e il forte impatto emotivo dei suoi lavori ha ideato la rappresentazione per il grande schermo dello Xenomorfo, la creatura protagonista di Alien, che gli è successivamente valsa l'Oscar ai migliori effetti speciali nel 1980.

## Biografia

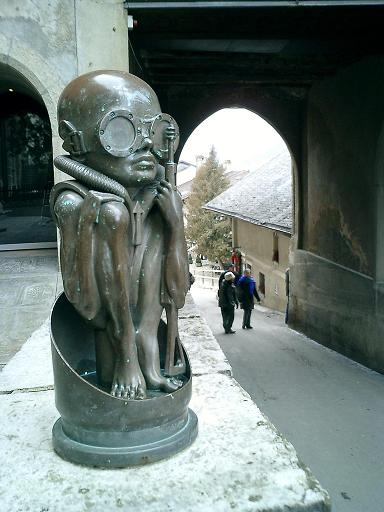
Statua posta all'ingresso del Museum H.R. Giger
Gruyères

Il padre è titolare di una farmacia e l'artista passa un'infanzia, per sua stessa testimonianza tranquilla e felice, nel laboratorio paterno, osservando spesso le boccette, alcune puramente espositive contenenti liquidi dagli strani colori, preparati vari e sanguisughe all'epoca ancora in uso medico. Un giorno il padre ricevette da una casa farmaceutica un teschio umano; il figlio, ancora bambino, ne rimase affascinato. Nel tempo, il ragazzo sviluppò una certa attrazione nei confronti del bizzarro e del tetro, ispirato anche da artisti come Salvador Dalí e Jean Cocteau. Sua madre Melli, pur non comprendendo appieno questa particolare passione del figlio, non smise d'incoraggiarlo.
Crescendo, Giger frequenta la scuola di design industriale e di arti applicate di Zurigo. Qui matura la sua abilità tecnica e la precisione nella definizione dei dettagli meccanici. Negli anni seguenti, espone in diverse mostre, anche a Zurigo; sviluppa una tensione artistica che lo porta ad esprimere al meglio la sua abilità utilizzando tecniche a china ed inchiostri. Successivamente passa alla pittura ad olio.
Sarà però con l'utilizzo dell'acrilico, con tecnica ad aerografo, che firmerà la maggior parte dei suoi lavori noti al grande pubblico: l'estrema potenzialità realistica di questo mezzo, dà la possibilità di ottenere effetti unici; grazie ad una perizia maturata con il suo lavoro di designer e negli anni di scuola, con l'utilizzo di un bicromismo tanto essenziale quanto inquietante, Giger comincia a trovare consenso in tutto il mondo. Sua è l'invenzione dei "biomeccanoidi", creature sorta di macchine "organiche", od organismi futuribili, in cui metallo e carne si fondono.
Nei primi anni settanta viene data alle stampe la monografia A RH+, raccolta di opere realizzate ad aerografo, a cui ne seguiranno altre, fino ad arrivare al più noto Necronomicon del 1977. La sua vita privata è sconvolta nel 1975 dalla morte, per suicidio, della prima moglie, Li Tobler, attrice svizzera. Successivamente, nel 1979 si risposerà con Mia Bonzanigo, a cui resterà legato per breve tempo.
Il primo approccio di Giger con Hollywood avviene negli anni '70, quando Alejandro Jodorowsky propone a lui e ad altri artisti la realizzazione di un film tratto dal romanzo Dune, di Frank Herbert. Il progetto non andò in porto (un film tratto dal romanzo di Herbert sarebbe stato successivamente realizzato da David Lynch), ma Giger continuò comunque la carriera nel cinema, che raggiunse l'apice nel 1979, con la creazione delle scenografie e degli animatroni (questi ultimi insieme a Carlo Rambaldi) per Alien, di Ridley Scott. In particolare, il contributo di Giger si protrarrà anche per i sequel del capolavoro di Scott, diretti da James Cameron, David Fincher e Jean-Pierre Jeunet, oltre che per i sequel apocrifi di Alien vs. Predators.
Giger, oltre ai lavori grafici, iniziò a disegnare scenografie ed arredi per un bar da realizzare a New York ma il progetto non trovò i finanziamenti sufficienti e quindi fu accantonato. Una versione minore è stata però realizzata a Coira, sua città natale nel canton Grigioni in Svizzera. Il "Giger Bar" (inaugurato l'8 febbraio 1992), si trova in un complesso di uffici e di attività commerciali di recente costruzione (il Kalchbühl-Center), nel quartiere a sinistra tra l'uscita dell'autostrada Coira sud e la strada verso il centro della città. Un locale di simile ispirazione è rimasto aperto solo per alcuni anni in Giappone (frequentato prevalentemente dalla malavita del Sol Levante, la Yakuza, fu chiuso a causa di un omicidio che vi era stato commesso).
Sempre nell'ambito del design, Giger ha realizzato, inoltre, l'asta del microfono per la band nu metal californiana Korn, in particolare per il cantante Jonathan Davis. A partire dalla prima metà degli anni novanta, Giger ha iniziato a lavorare al Museum H.R. Giger, una casa-museo realizzata all'interno del medioevale castello di St. Germain, nel borgo di Gruyères (Svizzera) ed ufficialmente aperta il 20 giugno del 1998.
H.R. Giger muore il 12 maggio 2014 all'età di 74 anni per le conseguenze di una caduta; viveva e lavorava a Seebach, quartiere di Zurigo.

## Riferimenti estetici

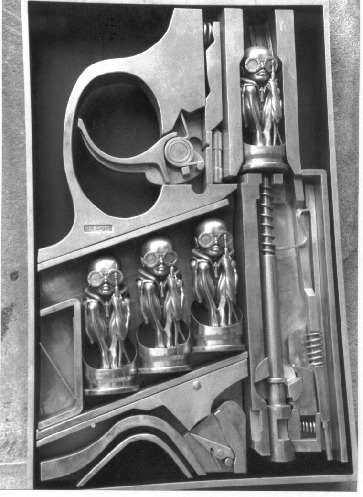
Gebaermaschine (Macchina procreatrice), 1967

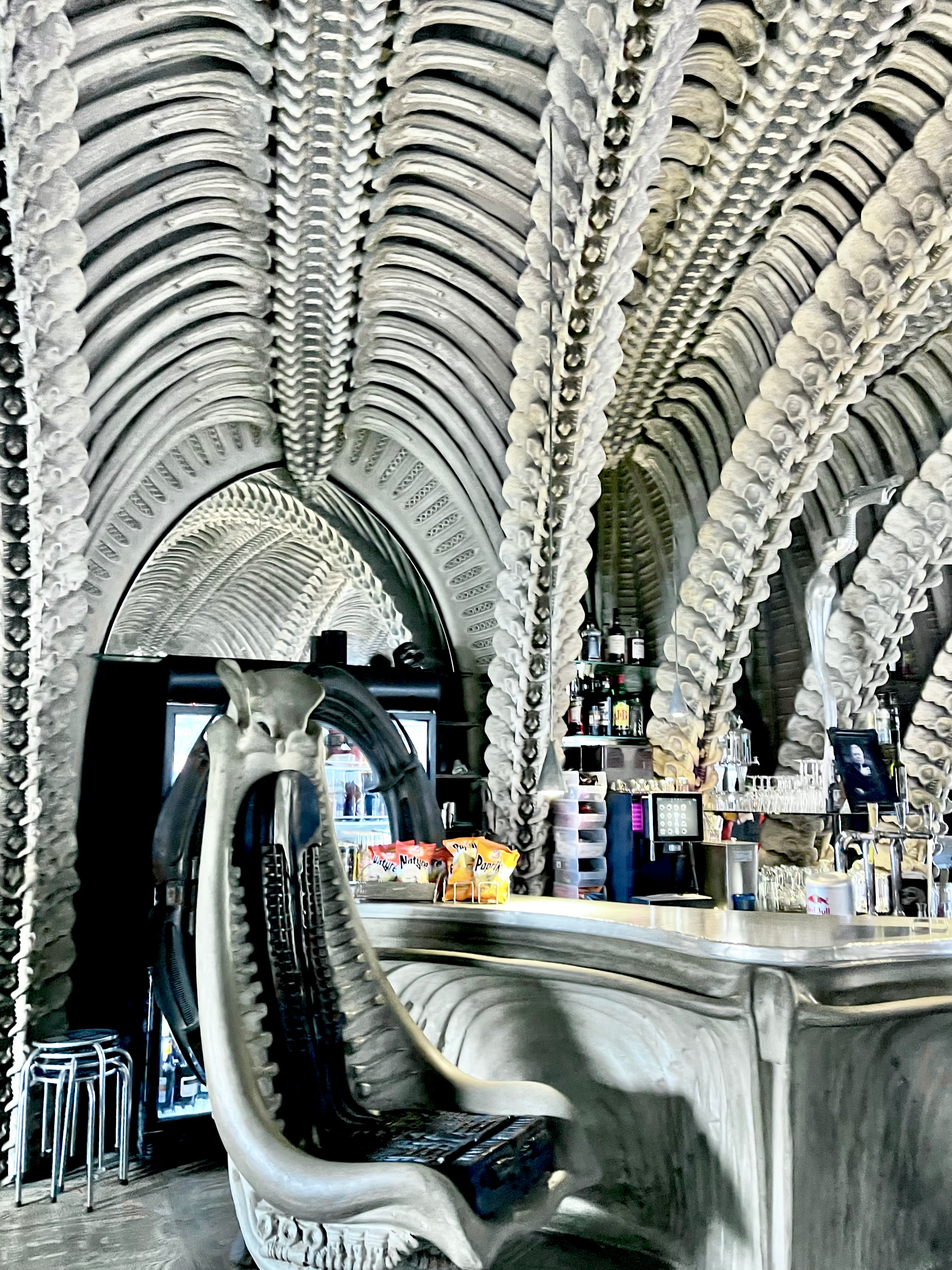
Bar Giger

I suoi riferimenti estetici partono dal surrealismo comunemente inteso, di cui si considera un capofila Salvador Dalí, fino ad arrivare al realismo fantastico della Wiener Schule des Phantastischen Realismus, dove alcune opere grafiche di Ernst Fuchs dei primi anni cinquanta, e particolarmente lavori ad inchiostro a tema mistico od infernale, con la ricerca di particolari simmetrie, sembrano anticipare i successivi lavori di Giger. In realtà le ispirazioni partono probabilmente da molto lontano e si può immaginare una linea ideale che, partendo da William Blake, o addirittura dai primi fiamminghi più mistici e surreali come Hieronymus Bosch, arriva fino ai preraffaelliti ed all'arte contemporanea generalmente conosciuta come visionaria. In tutti questi artisti si mescolano un tentativo di realismo esasperato a volte iperrealista spesso di soggetti irreali od onirici, all'affrontare temi trascendenti il mondo fisico, mistici spirituali o psichedelici. Ma la sua influenza principale è l'artista di origine montenegrina Miodrag Đurić, noto anche come Dado.
I suoi disegni cupi ed evocativi, vere "fotografie dall'inferno" capaci di mescolare sensualità, irrealtà e orrore, riscuotono un crescente interesse in ambienti trasversali (Timothy Leary scrive la prefazione a uno dei suoi cataloghi) e gli valgono proposte di collaborazione su vari fronti.
Su questa onda d'interesse nel 1973 è chiamato a realizzare le illustrazioni per il disco Brain Salad Surgery della band degli Emerson, Lake & Palmer.
Presto l'artista viene notato anche nell'ambiente cinematografico: nel 1978 Ridley Scott decide infatti di contattarlo per il progetto a cui sta lavorando, Alien. Il regista ricorderà sempre il primo incontro con Giger, avvenuto in un parco, all'aperto, in una giornata estiva di pieno sole: Giger si presentò pallido, completamente avvolto in un impermeabile invernale.
I suoi progetti comprendono i disegni realizzati per il film di fantascienza Dune di Alejandro Jodorowsky, in seguito abbandonato e ripreso da David Lynch, che lo ridimensionerà (Giger si limiterà al design di qualche ambiente).
Dopo Alien, riprova la strada del successo con Specie mortale (Species), del 1995, disegnando Sil, femmina metà aliena e metà umana. Ma questa volta il regista non è Ridley Scott, ed il film non riscuote particolare plauso dal grosso pubblico, rimanendo confinato in una ristretta cerchia di appassionati, che al contrario lo ritengono un piccolo cult movie.
I sequel di Alien vedono solo un apporto minimo da parte di Giger, in quanto le tecniche di modellazione tridimensionale al computer sostituiscono le sue abilità manuali.

## Influenza di Giger
L'estetica di Giger, in particolare i quadri e le illustrazioni realizzati tra gli anni settanta e gli anni ottanta, hanno avuto un'influenza notevole su artisti di varie discipline, al di là di quelli direttamente coinvolti in collaborazioni dirette con il pittore svizzero. Dai gruppi rock ai tatuatori, dai narratori di fantascienza ai decoratori di autoveicoli, le visioni aliene e oniriche di Giger hanno offerto spunti tematici e iconografici per la realizzazione delle opere più disparate.
Nell'ambito dei videogiochi, fu fonte di ispirazione per tantissimi titoli, il primo ad esempio è Contra della Konami, uscito nel 1987. Alla fine della missione 8, l'ultima del gioco chiamata Alien's lair (tana dell'alieno), i protagonisti del gioco dopo aver eliminato tutti i membri dell'organizzazione Red Falcon controllata dagli alieni venuti sulla Terra attraverso un meteorite, alla fine della missione devono eliminare gli ultimi nemici del gioco rimasti che sono gli stessi alieni che controllavano l'organizzazione. La bocca rossa di un alieno più grande presente nella missione che ostacola i protagonisti dall'avanzamento nella missione e sputa degli alieni, somiglianti come struttura grafica agli Xenomorfi, pare assomigliare a quella della regina degli Xenomorfi anch'essa, mentre le altre ad altezza umana a quelle dei soldati xenomorfi presenti in tutta la mappa, oltre a nemici alieni di colore violaceo che ostacolano i protagonisti, le uova e l'ambientazione ispirata a quella dell'universo artistico gigeriano e di Alien. Anche la serie Silent Hill: nel primo capitolo venne riportato il night flutter, rivisitazione della sua scultura Guardian Angel, mentre nel quarto capitolo Silent Hill 4: The Room si trova l'opera Landscape XVIII. Nel retro game Abuse l'armatura del protagonista e molti dei nemici (umani mutanti) di diversi livelli riscontrabili dal diverso colore che hanno, sono ispirati agli Xenomorfi di Giger. Anche nel videogioco Axiom Verge le ambientazioni e i nemici sono ispirati dalle opere dell'artista come per il suo seguito. Fortemente ispirato sia a livello di texture che di ambientazione e di personaggi gigeriani è Scorn, ma anche alle opere dell'artista Zdzisław Beksiński.

## Filmografia

### Effetti speciali
- Alien, regia di Ridley Scott (1979)
- Aliens - Scontro finale (Aliens), regia di James Cameron (1986)
- Darkseed - Videogioco (1992)
- Alien³, regia di David Fincher (1992)
- Dark Seed II - Videogioco (1995)
- Specie mortale (Species), regia di Roger Donaldson (1995)
- Killer Condom (Kondom des Grauens), regia di Martin Walz (1996)
- Alien - La clonazione (Alien Resurrection), regia di Jean-Pierre Jeunet (1997)
- Species II regia di Peter Medak (1998)
- Alien vs. Predator (AVP: Alien vs. Predator), regia di Paul W. S. Anderson (2004)
- Aliens vs. Predator 2 (AVPR: Aliens vs. Predator - Requiem), regia di Fratelli Strause (2007)

### Regia
- High and Heimkiller - cortometraggio (1967) - coregista
- Swiss Made (1968) - coregista
- Tagtraum - cortometraggio documentario (1973)
- Giger's Necronomicon - cortometraggio documentario (1975) - coregista
- Giger's Alien - cortometraggio documentario (1975) - coregista
- A New Face of Debbie Harry - cortometraggio (1982)

## Mostre personali
- 1966 - Galerie Benno, Zurigo
- 1968 - Gallerie vor der Klostermauer, San Gallo
- 1969 - Galerie Platte 27, "Biomeccanoiden", Zurigo
- 1970 - Galerie Bischofberg, "Passagen", Zurigo
- 1971 - Actionsgalerie, Berna
- 1972 - Galerie Look (Dibi Däbi), San Gallo
- 1972 - Galerie 57, Bienne
- 1972 - Trudelhaus, Baden
- 1972 - Mostra dell'associazione d'arte, Kassel
- 1973 - Galerie Stummer & Hubschmid, Zurigo
- 1973 - Inter Art Galerie Reich, Colonia
- 1975 - Kunsthous, "Passengel-Tempel", Coira
- 1975 - Galerie Baviera, "Mostra dell'epoca grafica", Zurigo
- 1975 - Meier's Gallery of Model Art, Zurigo
- 1976 - Galerie Sydow-Zirkwitz, Francoforte
- 1976 - Galerie Kamp, Amsterdam
- 1976 - Galerie Bijam Aalam, Parigi
- 1976 - Neue Wohngalerie, "Mostra dell'opera grafica", Regensberg
- 1976 - Ugly Club, "The Second Celebration of the Four", Richterswil
- 1977 - Zürcher Kunsthaus, Zurigo
- 1977 - Galerie Baviera, Bienne
- 1977 - Galerie Bijam Aalam, Parigi
- 1978 - Kunsthaus, Glarus
- 1978 - Galerie Bertram, Burgdorf
- 1978 - Galerie Herzog, "Mostra dell'opera grafica", Büren an der Aare
- 1979 - Galerie Baviera (lavori per il film Alien), Zurigo
- 1979 - Amsterdam, Galerie Kamp, Amsterdam
- 1979 - Galerie Bijan Aalam, Parigi
- 1980 - Galerie Baviera, "H.R. Giger sul tema dell'erotismo", Cavigliano
- 1980 - Modelia-Haus (lavori per il film Alien), Zurigo
- 1980 - Musée Cantonal des Beaux-Arts (lavori per il film Alien), Losanna
- 1980 - Hansen Galleries (lavori per il film Alien), New York
- 1981 - The Museum of the Surreal and Fantastique, New York
- 1981 - Kunsthauskeller, Bienne
- 1982 - "N.Y. City-bilden" e "Collezione Bijan Aalam", Winterthur
- 1982 - Kunsthalle Waaghaus, Parigi
- 1983 - "Art 14'83", Basilea
- 1983 - Galerie Hartmann, Monaco di Baviera
- 1983 - Steinle, Zurigo
- 1983 - Galerie Klein, Bonn
- 1983 - Galerie am Severinswall, Colonia
- 1984 - Seedamm-Kulturzentrum, "Retrospektive", Pfäffikon SZ
- 1984 - "Art 16'85", Basilea
- 1984 - Limelight, "The Dune you will never see", New York
- 1984 - Galerie 58, Silvia Steiner, Bienne
- 1985 - Maison Pancrace de Courten, "Retrospektive", Sierre
- 1985 - Galerie a 16, Zurigo
- 1985 - "Zukunftsträume", Norimberga
- 1986 - Galerie Herzog, Büren zum Hof
- 1987 - Werkstatt-Galerie, Paul Nievergelt, Zurigo
- 1987 - Shibuya Seibu, Seed, Tokyo
- 1988 - Galerie Art-Magazine, "Drawnings Expanded", Zurigo
- 1988 - Petersen Galerie, Berlino
- 1988 - Museum im Kornhaus, "Opere grafiche", Rorschach
- 1988 - Wickart, "Opere grafiche", Zug
- 1988 - Psychedelic Solution gallery, "Dipinti e stampe", New York
- 1988 - Stadttheather, "Essenzia Symposioum für Alchemie", San Gallo
- 1989 - Gallery Plana Terra, "Mostra di opere grafiche", Coira
- 1990 - Bündner Kunsthaus, "Mostra in occasione del 50º compleanno", Coira
- 1990 - Château de Gruyères, "Alien dans ses Meubles", Gruyères
- 1990 - Informatikeschule, "Dipinti e opere grafiche", Wettingen
- 1990 - Restaurant Crusch Alba, disegni di "The Mistery of San Gottardo", Guarda
- 1990 - Galerie Carré Blanc, "Disegni", Nyon
- 1991 - Macadam - la M.I.C. de Cluse, "Les Livres d'Esquisses", Cluse
- 1991 - Galerie Art-Magazin, "Vernissage per il libro ARh+", Zurigo
- 1991 - "Art 22'91", Gallery Hilt, "One Man Show", Basilea
- 1991 - Painthouse Academy, Window 92, "H.R. Giger's Biomechanic Visions", Davos
- 1992 - Museum Baviera "Giger-Retrospektive", Zurigo
- 1993 - Museum Baviera, retrospettiva e opera per i film Alien e Alien 3, Zurigo
- 1993 - Galerie Humus, retrospettiva e mostra delle opere "Swiss Transit Tunnel", Losanna
- 1993 - Galerie Herzog, Büren zum Hof
- 1993 - Galerie P17, disegni per "The Mystery of San Gottardo", Fürth
- 1993 - Galerie Bertram, retrospettiva e opere "Watch Abart", Burgdorf
- 1993 - Alexander Gallery, "Retro-NY", retrospettiva di dipinti e sculture e opere "Watch Abart", New York
- 1993 - Odeon, "Communication Art Zürich", Zurigo
- 1994 - Galerie Mangish, "Watch Abart", Zurigo
- 1994 - Galerie Eclisse, Locarno
- 1994 - Odeon, "Communication Art Zürich", Zurigo
- 1995 - 13ème Festival International du Film Fantastique, Bruxelles
- 1995 - Kunsthalle, "Konfrontationen", Gießen
- 1996 - Loft "Möbel", Kreuzlingen
- 1996 - Palazzo Bagatti Valsecchi, "Visioni di fine millennio", Milano
- 1997 - Galerie Hilt, "Projekte", Basilea
- 1997 - Librairie Arkham, "Visions", Parigi
- 1997 - Galerie Artefides, sculture originali grafica, Lucerna
- 1997 - Fachhochschule für Gestaltung, "Visionen", sculture e mobili, Coira
- 1998 - Castello di Gruyères, "Private Art Collection of HR Giger, Gruyères
- 1998 - Museum HR Giger, castello di St. Germain, inaugurazione, Gruyères
- 1998 - Caliban Gallery, "HR Giger – Sculptures & Prints", New York
- 1998 - Galerie Hilt, originali e album, Basilea
- 2000 - SF DRS a casa di HRG, "Jahrtausendwende", Zurigo
- 2000 - Galerie a16, sculture, dipinti, disegni, album "Ein Fressen für den Psychiater", Zurigo
- 2000 - Congresso dei tatuaggi e dipinti, Conte
- 2000 - Galerie am Theater, "Ein Fressen für den Psychiater", Norimberga
- 2000 - Wurster AG, "Ausstellung im Fuchsloch", mobili, Thal
- 2001 - Piccola Galleria d'arte, opere grafiche, Zurigo
- 2002 - Fuse Gallery, "HR Giger/NYC 2002: Recent Sculptures & Prints", New York
- 2002 - Spazio espositivo della comunità Hard, "Mensch, Maschine, Genetik", Winterthur
- 2003 - Fletcher Gallery, "HR Giger/Woodstock 2002: Recent Sculptures & Prints", Woodstock Winterthur
- 2003 - Art Gallery Seledi, Palermo
- 2003 - Galerie Rotation 31, Bad Hersfeld
- 2003 - Città della Scienza, Science Centre della Fondazione IDIS, "Alieni e biomeccanoidi", Napoli
- 2004 - Warenahaus Loeb, dipinti, sculture e stampe, Berna
- 2004 - Halle Saint Pierre, "Le Monde Selon HR Giger", retrospettiva, Parigi
- 2004 - Galerie Arludik, "Biomechanoïdes Paris 2004", Parigi
- 2004 - Associazione Spazio Vitale, Catania
- 2005 - Cabaret Voltaire, "Pandora - Giger Reloaded", sculture e stampe, Zurigo
- 2005 - Museum Baviera, "Passegen", esposizione di nuove sculture e stampe, Zurigo
- 2005 - Narodní Technické Muzeum (NTM), "HR Giger in Prague", retrospettiva, Praga
- 2005 - Art at Large Gallery, "Gigerotique", opere originali, sculture, litografie a tiratura limitata, gioielli, New York
- 2006 - KunstHausWien, "Giger in Wien", retrospettiva, Vienna
- 2007 - Galerie Hilt, "Spaces", sculture e stampe, Basilea
- 2007 - Les Caves du Manoir, Martigny
- 2007 - Bündner Kunstmuseum, "Das Schaffen vor Alien, 1961-1976", Coira
- 2007 - Universitat Politècnica de València, "HR Giger: Escultura, Gràfica i Disseny", Valencia
- 2008 - Zitadelle, "Abgründe", Berlino
- 2009 - Deutsches Filmmuseum, "H.R. Giger. Kunst - Design - Film", Francoforte
- 2009-2010 - Sala Kubo-Kutxa, "Retrospectiva", San Sebastián Francoforte
- 2010 - Villa Pace, Messina
- 2024 - Mastio della Cittadella, Torino